# Ренгер-Патч, Альберт
Альберт Ренгер-Патч (нем. Albert Renger-Patzsch; 22 июня 1897, Вюрцбург — 27 сентября 1966, Мёнезее, близ Зоста, Германия) — немецкий мастер художественной фотографии, представитель направления Новая вещественность, один из важнейших представителей Нового ви́дения в фотографии.
Уже в 14 лет, при помощи отца, овладел фотографическим искусством. После окончания школы он изучает химию в Дрездене, затем руководит художественным архивом в вестфальском городе Хагене (1922). В 1923 году переезжает в Берлин, где работает в различных художественных агентствах, в 1925 году живёт в Бад-Гарцбурге, где работает как профессиональный фотограф. В 1929 году получает в своё распоряжение художественное ателье при музее Фолькванг в Эссене, преподаёт искусство фотографии также в художественной школе при музее (до 1933 года). В этот период своего творчества занимается в основном фотографией промышленности, индустрии. В 1944 году, после того, как в результате бомбардировки его ателье было разрушено и большое число фотографий погибло, Ренгер-Патч переезжает в Мёнезее, где живёт до конца своих дней, занимаясь фотографией преимущественно природы.
Художник был противником так называемой «искусственной фотографии», разработав свой собственный стиль фотографирования — прямой, чётко ориентированный на объект, дающий хорошую детализацию изображения. Вышедший в 1928 году его альбом фотографий «Мир прекрасен» (Die Welt ist schön), содержащий 100 фотоснимков людей, животных, растений, зданий, машин, производственных объектов явился основой, определившей развитие современного фотоискусства.
Мастер был в 1960 году награждён премией Немецкого общества фотографии, в 1965 году получил государственную премию в области искусства земли Северный Рейн — Вестфалия. В 1993 году Альберту было воздано должное за этот аспект его поздних работ музеем Людвига в Кёльне по случаю выставки «Альберт Ренгер-Патч: поздняя индустриальная фотография».